# Safarel
Safarel (Sarafel) je nenaseljeni otočić s južne strane luke Poreč, između otoka Sv. Nikole i kopna. 
Površina otoka je 1.788 m2, a visina oko 2 metra.
Od Safarela prema Svetom Nikoli i od Svetog Nikole prema Safarelu pružaju se lukobrani koji su svaki dugi po 75 metara, a između glava ovih dvaju lukobrana je ulaz širine približno 30 metara.
U Državnom programu zaštite i korištenja malih, povremeno nastanjenih i nenastanjenih otoka i okolnog mora Ministarstva regionalnoga razvoja i fondova Europske unije, svrstan je pod "manje
nadmorske tvorbe (hridi različitog oblika i veličine)". Površine je 1.788 m2. Administrativno pripada Gradu Poreču.
Radi osiguravanja dovoljnog broja odgovarajućih morskih i kopnenih kapaciteta luke Poreč, planira se izgradnja zaštitnog lukobrana na Safarelu radi čega je ministarstvo podnijelo zahtjev za procjenu utjecaja na okoliš.

## Vanjske poveznice
- Panoramio  Arhivirana inačica izvorne stranice od 30. lipnja 2016. (Wayback Machine) Hrid Safarel